# Jimmy Broad
James Broad, plus connu sous le nom de Jimmy Broad (né le 10 novembre 1891 à Stalybridge dans le Grand Manchester, et mort le 22 août 1963 à Chelmsford dans l'Essex), est un joueur de football international anglais qui évoluait au poste d'attaquant, avant d'ensuite devenir entraîneur.

## Palmarès
Stoke City
- Championnat d'Angleterre D2 :
  - Vice-champion : 1921-22.
  - Meilleur buteur : 1921-22 (25 buts).